# Фонетика и фонология пряшевско-русинского литературного языка
Фонологический строй пряшевско-русинского языка (Фонетіка і фонолоґія русиньского языка) характеризуется фонемным инвентарём (інвентарь фонем), состоящим из 7 гласных (вокалы, гласны фонемы) и 32 согласных фонем (консонанты, согласны фонемы). В системе вокализма отмечается наличие характерной для карпаторусинского ареала гласной заднего ряда ы (ɯ̽), отличающейся по звучанию от гласной среднего ряда ы (ɨ) русского языка и отсутствующей в системе гласных украинского языка и его диалектов, а также в системе гласных южнорусинского языка. В ряде позиций (перед мягкими согласными, перед слогами с гласной і и т. д.) происходит так называемое сужение (более закрытая артикуляция) гласных о и е: доля [ˈдôл’а], стром [стром] — в стромі [w ˈстрôмі], береза [беˈреза] — на березї [на бêˈрêз’і]. Одной из характерных черт пряшевско-русинского вокализма является наличие гласной i на месте новозакрытого *о и чередование i с гласной о в открытом слоге: кiнь «конь» — коня «коня». В закарпатско-русинском вокализме в этой позиции преобладают гласные у, ÿ: кунь, кÿнь. Для системы консонантизма пряшевско-русинского языка характерно противопоставление твёрдых и мягких (палатализованных) согласных, отсутствующее, в частности, в южнорусинском языке. В отличие от лемковской литературной нормы в пряшевской отсутствуют палатальные шипящие: ɕ < sʲ (с’) и ʑ < zʲ (з’). Как и в словацком языке, в пряшевско-русинском отмечается озвончение глухих согласных перед сонорными в формах глагола 1-го лица множественного числа повелительного наклонения (куп [куп] «купи» — купме [ˈкубме] «(давайте) купим»), а также озвончение глухих в позиции конца слова перед сонорными согласными и гласными, находящимися в начале следующего слова (куп масло [куб ˈмасло] «купи масло», куп іглу [куб ігˈлу] «купи иглу»). Помимо этого, перед сонорными согласными и гласными, с которых начинаются имена существительные и местоимения, озвончаются предлоги: к нам [ґ нам] «к нам», з обома [з обома] «с обоими». Ударение в пряшевско-русинском, как и во всём восточном карпаторусинском ареале, свободное (разноместное). Оно противопоставлено фиксированному парокситоническому ударению, характерному для южнорусинского языка и западного карпаторусинского ареала.

## Гласные

### Состав системы вокализма
Система вокализма пряшевско-русинской литературной нормы включает 7 гласных фонем: і, и, е, а, у, ы и о. Гласные различаются по степени подъёма языка (ступнї піднятя) и по ряду (ряд). Выделяют четыре степени подъёма гласных (штириступнёва сістема вокалів) — верхний (высокый), средне-верхний (середнё-высокый, высоко-середнїй), средний (середнїй) и нижний подъём (низкый); а также пять рядов гласных (пятьрядова сістема вокалів) — передний (переднїй), передне-средний (переднё-середнїй), средний (середнїй), средне-задний (середнё-заднїй) и задний (заднїй). Помимо этого гласные характеризуются наличием или отсутствием лабиализации (лабіалізованы, нелабіалізованы). В таблице гласных в скобках, справа от обозначения в МФА, приведены обозначения кириллицей, используемые в пряшевско-русинских исследованиях по фонетике и фонологии, а также в грамматике пряшевско-русинского языка:
| подъём         | ряд               | ряд               | ряд         |
| подъём         | передний          | средний           | задний      |
| подъём         | нелабиализованные | нелабиализованные | лабиализов. |
| -------------- | ----------------- | ----------------- | ----------- |
| верхний        | i (і)             |                   | u (у)       |
| средне-верхний | ɪ (и)             | ɯ̞ (ы)             |             |
| средний        | ɛ (е)             |                   | ɔ (о)       |
| нижний         |                   | a (а)             |             |

Семифонемная система вокализма, выбранная в качестве нормы для пряшевско-русинского языка, характерна для соседних частей ареалов восточноземплинских и западноземплинских говоров. В других группах русинских говоров Восточной Словакии встречаются системы вокализма от пятифонемной, включающей гласные i, е, а, у и о, до восьмифонемной, дополнительно включающей гласные и, ÿ и ы.

### Особенности артикуляции

#### Гласнаяа
Гласный а — звук среднего ряда нижнего подъёма, нелабиализованный. В окружении мягких согласных произносится более закрыто со сдвигом в передний ряд. Наиболее чётко аллофон [æ] выражен в позиции одновременно после и перед мягкими согласными: зять [з’æт’], сядь [с’æт’]. Основной аллофон [а] представлен под ударением после и перед твёрдыми согласными, а также в начале и в конце слова: ангел [ˈангел], варта [ˈварта], трава [траˈва]. В безударном положении гласная а отличается от ударной только чуть меньшим усилием при её произношении: наука [наˈука], корова [кôˈрôва].

#### Гласнаяо
Гласный о — звук заднего ряда среднего подъёма, лабиализованный. Основной аллофон [о] выступает в ударной позиции в начале слова, между твёрдыми согласными и в конце слова: око [ˈоко], гора [ˈгора], село [сеˈло]. В безударном положении в начале слова, между твёрдыми согласными и в конце слова, не перед билабиальным ў и не перед слогами с гласными верхнего подъёма і и у, а также с суженными ô и ê, качество о не меняется. Изменяется лишь усилие при его произношении: просити [проˈситі], робити [роˈбиті]. Кроме того, не меняется качество гласной о в позиции после мягких согласных: дзёбати [ˈʒ’обати], з нёго [з ˈн’ого].
В ряде позиций произносительная норма пряшевско-русинского языка предусматривает произношение таких вариантов фонемы о как сближающийся с артикуляцией у гласный звук [оу] и как суженный звук [ô]. Аллофон [оу] отмечается в позиции перед слогами с ударными гласными верхнего подъёма і и у: тобі [тоуˈбі], борсуґ [боурˈсук]. Аллофон [ô] (средне-верхнего подъёма) выступает в следующих случаях:
- в ударных слогах перед мягкими согласными: фасоля [фаˈсôл’а], потя [ˈпôт’а];
- в ударных слогах перед слогами с гласными верхнего подъёма і и у: ходба [ˈходба] — на ходбі [на ˈхôдбі], вода [ˈвода] «вода» — пю воду [пjу ˈвôду] «пью воду»;
- в заимствованиях с долгой о, изменяющейся в сочетание ôў в конце слога и слова: мовда [ˈмôўда], чаков [чаˈкôў] (в позиции перед гласной билабиальная ў меняется на губно-зубную в, а о не сужается — чакова [ˈчакова]);
- в слоге, который заканчивается билабиальным ў: вовк [вôўк], з бабов [з ˈбабôў];
- перед губно-зубной согласной в: корова [кôˈрôва], ковати [кôˈваті];
- перед слогом с суженными ô и ê: солома [соˈлома] — в соломї [w сôˈлôмі], морков [ˈмôркôў], вдовець [wдôˈвêц’], косець [кôˈсêц’] (данное явление впервые было описано норвежским славистом О. Броком на рубеже XIX—XX веков при изучении русинского говора села Убля).

Данное явление неизвестно в других восточнославянских диалектах и языках. В. Ябур называет сужение гласной о ассимиляцией по способу образования перед гласными верхнего подъёма. Тенденция сужения при этом является настолько сильной, что распространяется на позиции перед мягкими согласными и перед суженными гласными. Также это явление называют слоговой гармонией (уподоблением слога с о соседнему слогу с более узкой гласной).

#### Гласнаяу
Гласный у — звук заднего ряда верхнего подъёма, лабиализованный. Наиболее чётко произносится в ударном слоге, в начале слова, в окружении твёрдых согласных и в конце слова: ухо [ˈухо], думати [ˈдумати], трясу [тр’аˈсу]. В безударных слогах в тех же позициях гласная у произносится с меньшим усилием, но по качеству не отличается от гласной у под ударением: ударити [уˈдарити], мука [муˈка], нашу [ˈнашу]. В позиции между мягкими согласными или после твёрдой и перед мягкой согласной за исключением случаев с последующими слогами с гласными і и у отмечается аллофон у, произносящийся немного уже и со сдвигом вперёд по ряду: куля [ˈкул’а] — кулї [ˈкул’і].

#### Гласнаяы
Гласный ы — звук средне-заднего ряда средне-верхнего подъёма, нелабиализованный. При артикуляции этого звука язык отодвигается назад к гортани, что придаёт произношению ы гортанный призвук. В сравнении с гласной и гласная ы произносится несколько более открыто. Основной аллофон представлен под ударением между твёрдыми согласными, причём наиболее отчётливо он произносится после заднеязычных согласных ґ, к, х и глоттального г, имеющих близкое с ы место образования: быкы [быˈкы], хыжа [ˈхыжа], гыкати [ˈгыкати], жыла [ˈжыла], рыти [ˈрыти]. Во всех прочих позициях, прежде всего, перед мягкими согласными, артикуляция ы сопровождается продвижением языка вперёд, не достигая при этом среднего ряда, в котором произносится гласный ы (ɨ) русского языка: дыня [ˈдын’а], гыря [ˈгыр’а]. В безударном положении произношение ы ничем не отличается от произношения ударного гласного за исключением чуть меньших силы (громкости), отмечаемых при артикуляции безударного звука.
Гласная фонема ы является наиболее яркой особенностью вокалической системы как пряшевско-русинской нормы, так и остальных литературных норм и диалектов карпаторусинского ареала. Данная гласная является архаичной чертой, отражающей различия праславянских гласных *y (ы) и *і (и) в современном русинском языке. Наличие гласной ы отличает карпаторусинский язык от украинского литературного языка, южнорусинского языка и словацкого языка (за исключением сотацких говоров), в которых эта гласная отсутствует. Также карпаторусинский вокализм отличается от вокализма русского языка, в котором гласная ы представляет собой гласную среднего ряда [ɨ], рассматриваемую как вариант фонемы і после твёрдых согласных (в традициях Ленинградской фонологической школы ы признают самостоятельной фонемой). В карпаторусинском ы артикулируется в отличие от русского языка ниже по подъёму и ближе к заднему ряду.

#### Гласнаяі

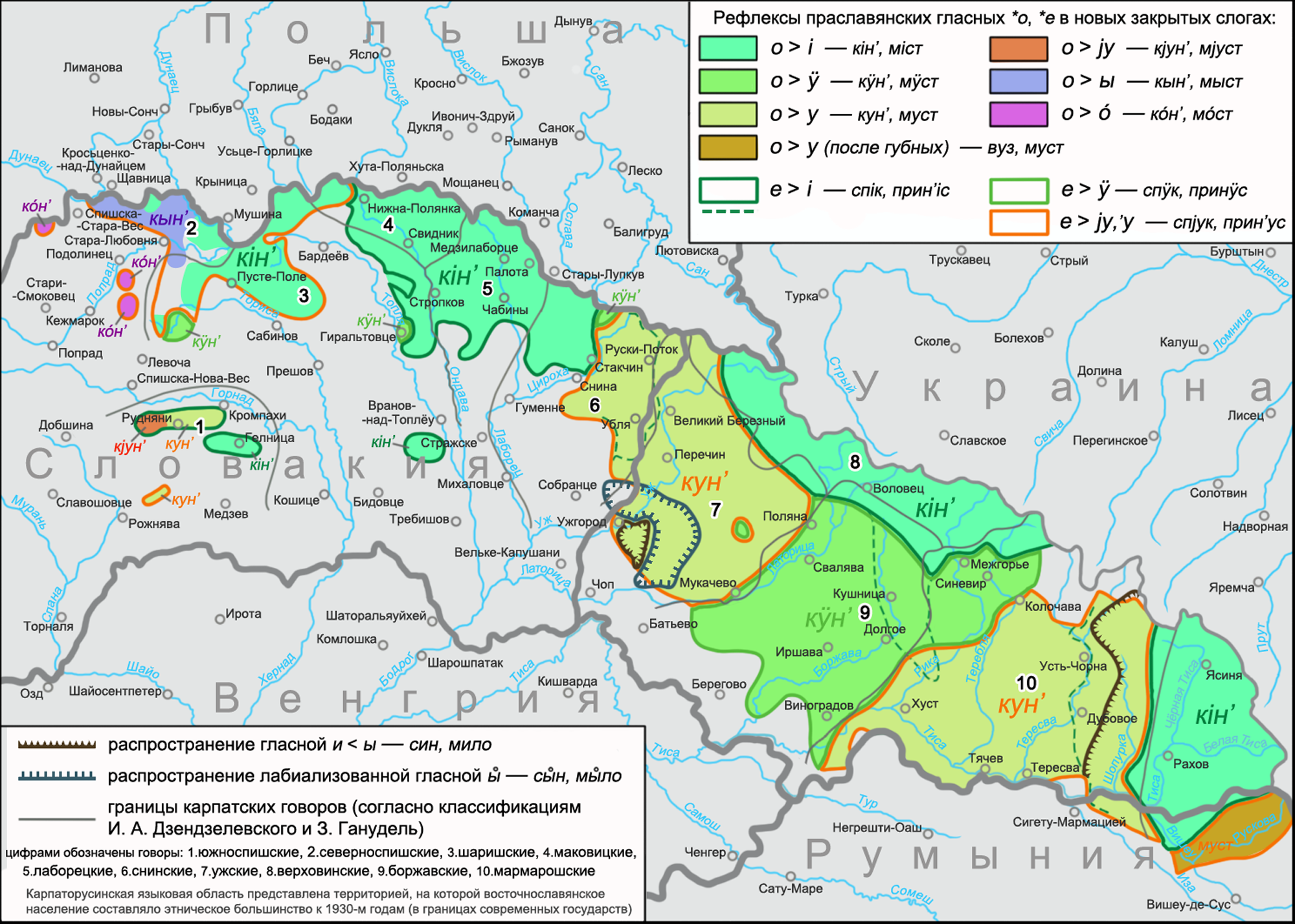
Область распространения гласной і на месте праславянских *о, *е в новых закрытых слогах в русинских говорах Восточной Словакии

Гласный і — звук переднего ряда верхнего подъёма, наиболее узкий (закрытый) из всех гласных, нелабиализованный. Основной аллофон і представлен в позиции между мягкими согласными под ударением. В этой позиции при произношении і отмечается небольшая напряжённость, возникающая вследствие напряжённости передней верхней части языка: дїлять [ˈд’іл’æт’], лїнь [л’ін’]. При произношении ударной і перед твёрдыми согласными напряжённость несколько ослабевает: білый [ˈбілыj], дїти [ˈд’іті]. В безударном положении і произносится несколько шире (ниже по подъёму), чем і под ударением: вісить [віˈсит’], гнїздо [гн’ізˈдо].
Вариант гласной і, возникший на месте праславянской *ě, указывает на мягкость предшествующей ему парной по твёрдости — мягкости согласной: нїс [н’іс] «нёс», тїло [ˈт’іло], лїто [ˈл’іто], снїг [с’н’іх]. Перед вариантами і других типов происхождения согласный не смягчается: ніс [ніс] «нос», стіл [стіл], сіль [сіл’].
Частотность гласной і в говорах, на которых базируется пряшевско-русинская литературная норма, шире, чем в большей части карпаторусинских говоров более восточной локализации за счёт рефлекса праславянских гласных *о, *е в новых закрытых слогах. В пряшевско-русинском языке, как и в большей части западного карпаторусинского ареала, а также в украинском литературном языке и в большинстве украинских говоров, на месте этих гласных отмечается рефлекс i: кінь «конь». Между тем, в восточном ареале в новозакрытых слогах выступают рефлексы у (в восточноземплинских, ужских и мармарошских говорах) и ÿ (в бережских говорах): кунь, кÿнь.
В издании «Русиньскый язык» 2004 года авторы статьи о пряшевско-русинском языке в число позиционных аллофонов фонемы і включают гласную и.

#### Гласнаяи
Гласный и — звук передне-среднего ряда средне-верхнего подъёма, нелабиализованный. Наиболее чёткое произношение и отмечается в позиции между твёрдыми согласными под ударением: липа [ˈлипа], пити [ˈпиті]. В безударном положении произношение и по качеству не отличается от произношения ударной гласной, ослабляется только её громкость: минулый [миˈнулыj], хлопи [ˈхлопи]. Как под ударением, так и в безударной позиции, и перед мягкими согласными и перед слогами с гласной верхнего подъёма і произносится более узко, приближаясь по артикуляции к і: видно [ˈвидно] — відїти [ˈвід’іті], сидиш [сиˈдиш] — сидїти [сиˈд’іті] (данное явление отражается на письме: видно, відїти; крик, крічати). Гласная и полностью перешла в [і] после мягкого согласного ч — чітати [ˈчітаті], перед ч — москвіч, перед мягкой согласной ц’ в суффиксе -іця [іц’а] — служніця [служˈніц’а]), а также перед мягкими согласными в суффиксах -іня [ін’а] — пиловіня [пилоˈвін’а] и -ище [іш’че] — домище [доˈміш’че] (в суффиксе -ище гласный і на письме не отображается). Сужение и в і отмечается также во флексиях глагольных инфитивов -ти: писати [пиˈсаті]. Приведённые примеры показывают тенденцию в русинском языке к изменению произношения гласной и, которое приближается к произношению і.
Из-за того, что в ряде фонетических позиций фонема и выступает как вариант і, некоторыми исследователями русинского языка ставится вопрос о статусе гласной и как самостоятельной фонемы. Как позиционный аллофон фонемы і гласная и рассматривается, в частности, в статье о пряшевско-русинском языке в издании «Русиньскый язык» 2004 года. К аргументам, поддерживающим статус аллофона, относят помимо прочего отсутствие слов, в которых гласный и был бы представлен в абсолютном начале слова и процессы перехода и > і в заимствованных словах в ряде русинских говоров: сістема, індікація, інштінкт. Между тем, в пользу, того, что и является самостоятельной фонемой, говорит наличие минимальных пар типа пити — піти, пив — пів, била — біла и т. д. В целом, исторические изменения фонемного состава гласных верхнего подъёма в русинском языке показывают процесс возвращения к старому состоянию: і (и), ы, у > і, и, ы, у > і (и), ы, у.

#### Гласнаяе
Гласный е — звук переднего ряда среднего подъёма, нелабиализованный. Наиболее выражено произношение е под ударением в начале слова, в конце слова и между твёрдыми согласными при условии, что в следующем слоге нет гласной верхнего подъёма і и закрытых гласных ô и ê: ера [ˈера], нове [ноˈве], береза [беˈреза]. В позиции перед мягкими согласными, а также перед слогом с гласными і, ô и ê гласная е представлена чуть сдвинутым вперёд суженным аллофоном [ê] средне-верхнего подъёма, который по своей артикуляции сильно приближен к произношению [и]. При этом произношение ê отличается от произношения и тем, что кончик языка при артикуляции [ê] чуть более напряжён. Это различие настолько мало заметно, что по орфоэпическим нормам русинского языка считается, что суженная е произносится так же, как [и]: верьба [ˈвêр’ба], в небі [w ˈнêбі], теперь [тêˈпêр’], день [дêн’].

### Сочетания сў
Дифтонги (дифтонґи) в фонологической системе пряшевско-русинской нормы отсутствуют. Но в ней имеются схожие с дифтонгами сочетания гласных (споїня) с согласным в в позиции перед согласным или на конце слова: аў, оў, еў, иў, іў, ыў, уў. Например, праўда, жôўтыj, пиў, віўц’а, дрыў, обуў. Данное явление отмечается помимо прочего в формах имён существительных женского рода творительного падежа, в которых произошло выпадение j во флексии оjу. Изначально это затронуло формы с основой на -а, а в дальнейшем по аналогии распространилось на все типы склонения имён существительных женского рода: женôў, зêмл’ôў. Сочетание аў сравнительно часто встречается в заимствованиях типа Аўстралія, каўчук, аўтономія.

## Согласные

### Состав системы консонантизма
В системе консонантизма пряшевско-русинского языка согласные по способу образования (подля способу творїня) разделяют на шумные и сонорные (сонорны согласны). К шумным относят взрывные (выбуховы, експлозівы, замкнуты, оклузівы), фрикативные (фрікатівы, щербинны, терты, спіранты), аффрикаты (афрікаты, полозаперты, семіоклузівы, полощербинны). К сонорным относят носовые (носовы), дрожащие (трясучі, вібранты) и боковые (боковы).
По месту образования (подля міста творїня) различают губные согласные (ворговы, лабіалы) — губно-губные (обойворговы, воргово-ворговы, білабіалны) и губно-зубные (воргово-зубны, лабіоденталны), переднеязычные (переднёпіднебны,
переднёязычны) (зубные (зубны, денталы), альвеолярные (ясновы), зубно-альвеолярные (зубно-ясновы, алвеоденталны), пост-альвеолярные), среднеязычные (палаталны), заднеязычные (заднёпіднебны, мягкопіднебны, веларны), глоттальные (гартанковы, ларінґалны). В таблице в парах согласных сверху приведены глухие согласные (глухы согласны), снизу — звонкие (дзвінкы согласны), после обозначения согласных в МФА в круглых скобках приведены обозначения согласных кириллицей, в квадратные скобки заключены некоторые из позиционных вариантов фонем:
| взрывные                  | тв. | p (п) b (б) |             | t (т) d (д)     | t (т) d (д)        | t (т) d (д)      |        | k (к) g (ґ) |       |
| взрывные                  | м.  |             |             | tʲ (т’) dʲ (д’) | tʲ (т’) dʲ (д’)    | tʲ (т’) dʲ (д’)  |        |             |       |
| аффрикаты                 | тв. |             |             |                 | t͡s (ц) d͡z (д͡з)     | t͡ɕ (ч’) d͡ʑ (дж’) |        |             |       |
| аффрикаты                 | м.  |             |             |                 | t͡sʲ (ц’) d͡zʲ (д͡з’) |                  |        |             |       |
| фрикативные               | тв. |             | f (ф) v (в) |                 | s (с) z (з)        | ʃ (ш) ʒ (ж)      |        | x (х)       | ɦ (г) |
| фрикативные               | м.  |             |             | sʲ (с’) zʲ (з’) | sʲ (с’) zʲ (з’)    | sʲ (с’) zʲ (з’)  |        |             |       |
| носовые                   | тв. | m (м)       |             | n (н)           | n (н)              | n (н)            |        |             |       |
| носовые                   | м.  |             |             | nʲ (н’)         | nʲ (н’)            | nʲ (н’)          |        |             |       |
| дрожащие                  | тв. |             |             | r (р)           | r (р)              | r (р)            |        |             |       |
| дрожащие                  | м.  |             |             | rʲ (р’)         | rʲ (р’)            | rʲ (р’)          |        |             |       |
| скользящие согласные      | тв. | [w] ([ў])   |             |                 |                    |                  |        |             |       |
| скользящие согласные      | м.  |             |             |                 |                    |                  | j (й’) |             |       |
| латеральные аппроксиманты | тв. |             |             | l̪ (л)           | l̪ (л)              | l̪ (л)            |        |             |       |
| латеральные аппроксиманты | м.  |             |             | lʲ (л’)         | lʲ (л’)            | lʲ (л’)          |        |             |       |

Согласно исследованиям В. П. Латты, система консонантизма русинского языка приобрела современный вид после завершения процесса диспалатализации согласных перед этимологическими гласными і и е.
Шумные согласные образуют 12 пар согласных по признаку звонкости — глухости: /б/ — /п/, /д/ — /т/, /д’/ — /т’/, /ґ/ — /к/, /в/ — /ф/, /з/ — /с/, /з’/ — /с’/, /ж/ — /ш/, /г/ — /х/, /дз/ — /ц/, /дз’/ — /ц’/, /дж’/ — /ч’/. Восемь сонорных согласных /р/, /р’/, /л/, /л’/, /н/, /н’/, /м/, /й’/ являются непарными звонкими. Звонкость при этом является для них нерелевантным признаком.
По акустическим свойствам выделяют свистящие (свистячі) — /с/, /с’/, /з/, /з’/, /дз/, /дз’/, /ц/, /ц’/ и шипящие согласные (шыплячі) — /ш/, /ж/, /ч’/, /дж’/.
По наличию или отсутствию дополнительной артикуляции —палатализации — при произношении согласных, или по признаку твёрдости — мягкости (подля твердости і мягкости, непалаталности і палаталности) выделяются две категории согласных: твёрдые (тверды, непалаталны) и мягкие, или палатализованные (мягкы, палаталны). Часть из них образует пары: /д/ — /д’/, /т/ — /т’/, /н/ — /н’/, /л/ — /л’/, /с/ — /с’/, /з/ — /з’/, /дз/ — /дз’/, /ц/ — /ц’/, /р/ — /р’/. К непарным мягким относят аффрикаты /дж’/, /ч’/ и щелевую сонорную согласную /й’/, у которой палатальная артикуляция является основной. К непарным твёрдым относят губные согласные /б/, /п/, /м/, /в/, /ф/, заднеязычные согласные /г/, /ґ/, /к/, /х/ и фрикативные согласные /ж/, /ш/.
Губные согласные в ряде позиций могут выступать как смягчённые (полумягкие) согласные. Также полумягкими (в небольшом количестве слов) могут быть заднеязычные согласные в позиции перед гласной і < *ě.
Согласные ф и ґ, попавшие в русинский язык вместе с заимствованной лексикой, в настоящее время встроены в русинскую фонологическую структуру как самостоятельные фонемы. Они представлены в таких оппозициях, как фара — вара — пара, кофа — копа; ґута — гута — кута, ґача — гача — кача.
Сочетание ш’ и ч’ обозначается в пряшевско-русинском алфавите одной графемой щ. Также щ может читаться как ш’: щербатый [ш’ч’ерˈбатыj] и [ш’ерˈбатыj].

### Позиционные изменения
Как и в других славянских языках глухие согласные озвончаются в положении перед звонкими на границе морфем (невтралізація по дзвінкости, асімілація по дзвінкости/звонкости): просьба [ˈпроз’ба], платба [ˈпладба]. Перед сонорными согласными озвончения не происходит, за исключением формы глагола 1-го лица множественного числа повелительного наклонения, как и в словацком языке: купме [ˈкубме], носьме [ˈноз’ме]. В позиции конца слова озвончение происходит как перед парным звонким согласным, так и перед сонорным согласным и гласным в начале следующего слова: ніч довга [нідж ˈдôўга], наш замок [наж ˈзамок], наш народ [наж ˈнарот], наш отець [наж ôˈтêц’]. В этих же позициях озвончаются согласные в словацкой системе консонантизма. Кроме того, озвончение происходит на стыке предлога с местоимениями и именами существительными, начинающимися с сонорной согласной или с гласной: к нашому [ґ нашому], к мамі [ґ мамі], з мамов [з мамоў], з обома [з обома]. В последнем случае озвончение предлога с отражается в пряшевско-русинской норме на письме. В словацком языке предлог к перед сонорным согласным и гласным не озвончается: k nej [k ňej], k autu [k aўtu].
Звонкие согласные оглушаются в положении перед глухими на стыке морфем (невтралізація по глухости, асімілація по глухости): грядка [ˈгр’атка]; стежка [ˈстешка]; в абсолютном конце слова перед паузой (оглушіня согласных): дуб [дуп], берег [ˈберех] и в конце слова перед начальной глухой согласной следующего слова: запад сонця [ˈзапат ˈсôӈц’а]. Не оглушаются в этих позициях сонорные согласные и губная /в/, которая чередуется с лабиовелярной [ў] после гласной перед согласной и на конце слова: дївка [ˈд’iўка], рівный [ˈріўныj] «ровный», домів [дôˈміў]. Также лабиовелярная [ў] выступает в позиции начала слова перед гласной.
В пряшевско-русинском стандарте отмечается так называемая ассимиляция по мягкости (невтралізація консонантів тіпу «твердый — мягкый»), при которой твёрдый согласный смягчается в позиции перед парным или непарным мягким согласным: гвоздї [ˈгвôз’д’і], дванадцять [дваˈнац’ц’ат’], спалня [спаˈл’н’а], серенча [сêˈрêн’ч’а] «счастье, удача, успех». Кроме того, происходит ассимиляция переднеязычных согласных по месту образования (асімілація з погляду на місто артікулації, приподоблёваня, невтралізація консонантів). Согласные /с/, /с’/, /з/, /з’/, /т/, /т’/, /д/, /д’/, /ц/, /ц’/ уподобляяются согласным /ш/, /ж/, /ч’/, если находятся в позиции перед ними. Согласные /с/, /с’/, /з/, /з’/ перед /ш/ реализуются как [ш:]: низшый [ˈниш: ыj], розшырити [рош: ыˈриті], нїс шaйты [н’іˈш: ajты], сшыти [ˈш: ыті]; перед /ж/ реализуются как [ж:] или [ж]: зжати [ˈж: аті], барз жылавый [барж: ыˈлaвыj]. Согласные /с/, /з/ перед /ч’/ реализуются как [ш’ч’]: з черешнї [ш’ч’êˈрêшн’і], счістити [ш’ч’ісˈтитi]. Также отмечаются такие особенности в произношении сочетаний согласных, как -т’с-, -тс’-, -т’с’ > [ц’], [ц’:]: дїтьскый [ˈд’іц’кыј], люблять ся [ˈл’убл’ац’:а]; -тц’-, -дц’- > [ц’], [ц’:]: отця [ˈôц’:а], двадцять [ˈдвац’:ат’]; -тч’-, -дч’ > [ч’:]: молоток — молотча [ˈмолоч’:а], Градчаны [граˈч’:аны]; -ч’ц’- > [ц’:]: млачка — в млачцї [w ˈмлац’:i] и т. д.

## Просодия

### Ударение

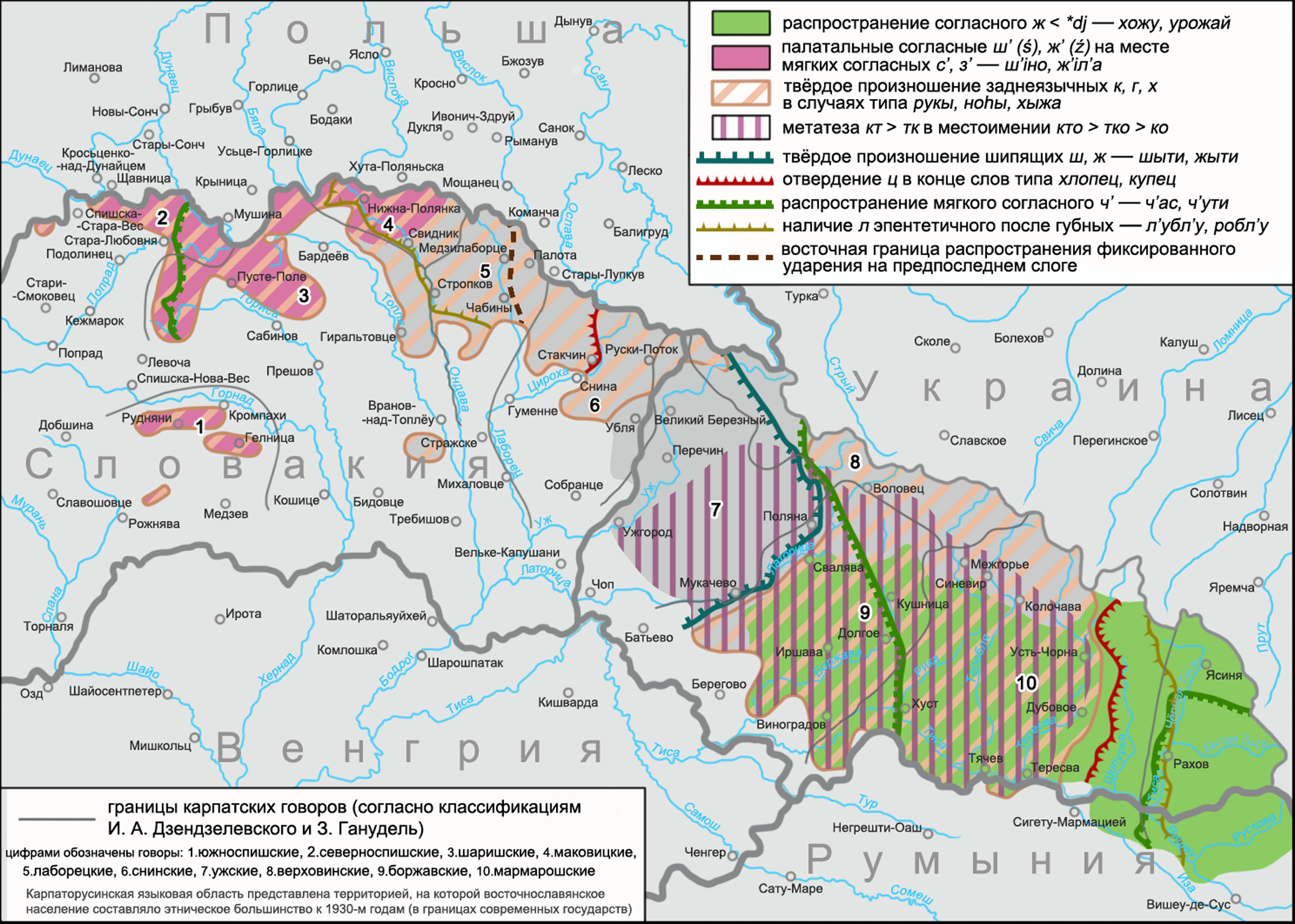
Восточная граница распространения фиксированного ударения и ареалы диалектных черт из области консонантизма на карте карпаторусинского языка

Одна из основных суперсегментных единиц (супрасеґменталны явы) в пряшевской форме русинского языка, ударение (акцент, призвук, притиск), характеризуется как динамическое, разноместное (вольный, різномістный акцент) и подвижное (погыбливый, движный акцент). Ударный слог (акцентованый склад) не зависит от его позиции по отношению к началу или концу слова, как это наблюдается, например, в соседних с русинским польском и словацком языках. Словесное ударение (словный акцент) падает в пряшевско-русинском на первый слог от конца слова или второй от начала (роˈса, оˈтець, тогˈды, стриˈчі), на второй слог от конца слова или первый от начала (ˈмама, ˈдїдо, ˈвода, ˈнести), на второй слог от конца слова или второй от начала (коˈлїно, сїˈдати, пиˈсати, проˈсити), на второй слог от конца слова или третий от начала (полиˈвати, начіˈнати, бороˈнити), на первый слог от конца слова или третий от начала (доброˈта, бороˈна), на второй слог от конца слова или четвёртый от начала (порозноˈсити, народеˈнины), на второй слог от конца слова или пятый от начала (поперехоˈдити), на третий слог от конца слова или первый от начала (на ˈберезї), на четвёртый слог от конца слова или третий от начала (переˈскаковати), на четвёртый слог от конца слова или четвёртый от начала (попереˈчітовати) и т. д. При словоизменении ударение в разных словоформах может ставиться на разные морфемы: ˈнога — ноˈгами, ˈштири — о штиˈрёх, ˈзберам — збеˈраме, дваˈнадцять — дванадцяˈтёх. Также ударение может переходить на другие морфемы при словообразовании: пиˈсати — ˈвыписати — выпиˈписовати. Вместе с тем в пряшевско-русинском языке отмечается преобладание в закреплении ударения во всех формах слова за одной морфемой: зеˈленый — зеˈленого — зеˈленому — зеˈленым; ˈпишу — ˈпишеш — ˈпише — ˈпишеме— ˈпишете— ˈпишуть.
Разноместный характер ударения в пряшевско-русинском позволяет выполнять сонологическую (смыслоразличительную) роль. При этом различаются разные слова, например, муˈка «мука́» — ˈмука «му́ка» (от глагола мучiти ся «мучиться»), ˈзамок «замо́к» — заˈмок «промок» (инфинитив — замокнути «промокнуть»), на ˈберезї «на холме, склоне» (от имени существительного берег «холм, склон») — на беˈрезї «на берёзе», и разные формы слов, например, жеˈны (родительный падеж единственного числа) «жены» — ˈжены (именительный падеж множественного числа) «жёны», сеˈла (родительный падеж единственного числа) «села» — ˈсела (именительный падеж множественного числа) «сёла»).
В зависимости от места ударного слога по отношению к краю слова в пряшевско-русинском литературном языке выделяют инициальный акцентный тип (ініціалный тiп акцента) с ударением на первом слоге, пенультимативный или парокситонический акцентный тип (пенултімовый, пароксітонічный тiп акцента) — с ударением на предпоследнем слоге и окситонический акцентный тип (оксітонічный тiп акцента) — с ударением на последнем слоге.
Разноместный подвижный тип словесного ударения, который закреплён в качестве нормы в пряшевско-русинском языке, характерен для восточного карпаторусинского диалектного ареала, для литературного украинского языка и всех его диалектов, а также для всей остальной восточнославянской языковой территории. Этому типу ударения противопоставлен фиксированный тип ударения (сталый, фіксный акцент), всегда падающий на предпоследний слог (пароксітон, пенултіма). Он характерен для западного карпаторусинского диалектного ареала (испытавшего значительное западнославянское влияние), для восточнословацкого диалекта (исключая сотацкие и ужские говоры) и для польского языка. В частности, фиксированное ударение принято за норму в лемковском литературном языке и в южнорусинском языке. В Восточной Словакии имеются русинские говоры как с разноместным ударением (в восточной части русинского ареала) — пеˈчі «печь» — пеˈчу «пеку» — печеˈме «печём»; ˈстрїляти «стрелять» — стрїˈла «стрела» — ˈвыстрїлити «выстрелить», так и с фиксированным ударением (в западной части русинского ареала) — ˈпечі — ˈпечу — пеˈчеме; стрїˈляти — ˈстрїла — выстрїˈлити. Разноместное ударение преобладает кроме того в говорах (на которых базируется пряшевская литературная норма), представляющих собой переходную зону между восточной и западной частями русинско-словацкого ареала (с преобладанием языковых черт восточной локализации). Эти же говоры являются переходными между западноземплинской и восточноземплинской диалектными группами, а также между западной (или лемковской) и восточной (или среднезакарпатской) частями всего карпаторусинского языкового ареала.
Логическое ударение (лоґічный, змысловый притиск, акцент), целью которого является просодическое выделение того или иного слова в предложении, наиболее значимого для выражения сути высказывания, реализуется в речи при помощи интонационных средств. Слово, на которое падает логическое ударение является при этом интонационной вершиной фразы, оно отличается большей выразительностью (более сильным ударением) в сравнении с нейтральным произнесением остальных слов во фразе. Перенос логического ударения (выделения по степени важности) с одного слова на другое в одном и том же предложении изменяет цель высказывания:
- я вам своїм рїшінём хотїв даяк помочі «я вам своим решением хотел как-то помочь» — выражается мысль при обращении к собеседнику: «помочь вам, а не кому-либо другому»;
- я вам своїм рїшінём хотїв даяк помочі — выражается мысль: «помочь вам именно своим решением» с привлечением внимания к тому, кто принял решение;
- я вам своїм рїшінём хотїв даяк помочі — акцентируется внимание на том, что говорящий хотел сделать — «помочь, а не сделать что-либо другое».

### Интонация
Интонационные конструкции (інтонація) в пряшевско-русинской норме оформляются главным образом при помощи изменения тона. Нисходящее движение тона (падаюча інтонація) характерно для повествовательных и для некоторых вопросительных и побудительных высказываний: Довго єсь мі не писав. Коли напишеш? Ідьте уж одты! Восходящее движение тона (наростаюча інтонація) используется при оформлении вопросительной интонации: Сестра уж припутовала? Изменение тона с восходящего на нисходящее (наростаючо-падаюча інтонація) отмечается в высказываниях вопроса и пожелания: Сестра уж припутовала домів? Лем жебы ся нам тото подарило! Монотонная интонация (монотонна інтонація) характерна для незавершённых повествовательных высказываний: Сестра уж припутовала з Анґлії домів… і принесла нам дарункы.

## Морфонология

### Общие сведения о морфемах
Словоформа (словоформа) в пряшевской языковой норме состоит из одного (ряд, гнедь, нїт) или двух и более морфов (морф) (стол-ярь, дїть-ск-ый, писа-тель-к-а). Морфы представляют собой конкретно реализуемые в речи морфемы (морфема). Так, например, морфема стіл представлена четырьмя разными морфами с одинаковым фонемным составом, называемыми алломорфами (аломорф, варіант морфа): стіл (стіл-ø), стіл’ (стіл’-цї), стол (стол-ик), стол’ (стол’-ар’). Морфема может быть представлена и одним морфом, например, морфема вы в словах типа вы-летїти. Алломорфы характеризуются сходством значения и формальной близостью. При этом алломорфы могут различаться по фонемному составу (нос-и-ти — нош-у — вы-наш-ам) или представлять собой часть другого алломорфа (вы-сып-ова-ти — вы-сып-а-ти, сон — сн-а). Схожие по значению алломорфы в ряде случаев могут сильно отличаться по форме. К таким морфам, называемым супплетивными, относят, например, іду/йду — іш-ов/йш-ов, куп-ова-ти — куп-у-ю, чоловік — люде, мы — нас. Кроме этого, морф может быть нулевым, в частности, нулевой суффикс в слове кум-а,
но учітель-к-а, или нулевая флексия в слове стїн-ø, но стїн-ы. Существуют позиции, в которых те или иные алломорфы не могут выступать. Например, глагольный морф гра не может находиться перед гласной, а морф граj — перед согласной: гра-ти, граj-уть. Наличие того или иного алломорфа также может быть обусловлено окружением соседних морфов. Так, в словах за-мороз-и-ти и за-морож-ова-ти наличие морфов мороз или морож обусловлено тем, какие за ними следуют морфы — и или ова. Варианты морфемы (варіант морфемы) могут заменять друг друга полностью или частично вне зависимости от позиции и морфемного окружения, как например морфы -ах/-ох, -ам/-ім, -ыми/-ыма, встречающиеся в окончаниях имён существительных. Алломорфы могут быть представлены как в формах одного слова, так и в словах с разными корнями: с-хвал-ëва-ти, крал-ëва-ти. Морфемы разделяют на свободные и связанные. К свободным относят те морфемы, которые имеют хотя бы один морф, совпадающий с основой слова. Например, морфема рук/руч имеет морф рук, совпадающий с основой в слове рук-а, при этом морф руч выступает только перед аффиксальными морфами: руч-к-а, руч-н-ый и т. д. Морфемы, не имеющие ни одного свободного морфа, называют связанными.

### Разновидности морфов
Различают корневые морфы (корїнёвы морфы) и аффиксальные морфы (афіксалны морфы): морф нес в глагольной форме нес-у является корневым, а морф у — аффиксальным. Среди аффиксальных морфов выделяют префиксальные (префіксалны) — про-довж-ы-ти (перед корневым морфом), суффиксальные (суфіксалны) — вчера-шн-ій (после корневого и перед флективным морфом), интерфиксальные (інтерфіксалны) — камін-о-лом (между корневыми морфами), постфиксальные (постфіксалны) — хто-небудь и флективные (флектівны) — дав-и-ти. Корневой морф, являющийся лексическим ядром слова, обязателен для каждой словоформы, он может полностью совпадать с основой слова. Аффиксальный морф, выполняющий словообразовательную или формообразующую функцию, может отсутствовать в словоформе, он представляет в основе только ту или иную её часть всегда наряду с корневым морфом. Флективные морфы, присоединяемые к основе и выражающие изменение рода, числа, падежа и лица, всегда находятся в конце словоформы (исключая случаи, когда за ними следует постфиксальный морф). Минимальный вид корневого морфа в знаменательных частях речи представляет собой структуры CVC и CV: вод-іц-я, жен-а, пиш-у, жа-ти. Первый согласный может отсутствовать: ух-о, їс-ти «есть». Также может отсутствовать вокальный элемент между двумя согласными: сн-а, жн-у-ть. Префиксальные и постфиксальные минимальные морфы имеют вид C и CV (з-роб-и-ти, за-граніч-н-ый, як-ый-сь). Суффиксальные минимальные морфы имеют вид C, VC и CV с возможным отсутствием согласного (служ-б-а, розум-н-ый, лист-ок, глух-ну-ти, хвал-и-ти). Консонантный элемент может представлять собой сочетание согласных: правд-а, пре-добр-і, тон-оньк-ый. В неминимальном виде морфы расширяются с помощью повторения минимальных структур: голов-а, пере-нест-и, прац-овит-ый. Морфы окончаний имеют вид V, VC, VCV: пс-ы, пс-ів, пс-ами. Свободными морфами могут быть только корневые. Аффиксальные морфы могут быть только связанными.

### Наращение и усечение
К фузионным явлениям морфонологии (морфонолоґія), выступающим на стыке морфем (в основном корневых и суффиксальных), относят наращение и усечение, при котором происходит преобразование основ при словобразовании и словоизменении. Например, наращение основ: чіта-ти — чіта[j-у]ть, співа-ти — співа[j-у]ть, мат-и — мат-ер-и, дв-а — дво[j-а]к-ый, и усечение основ: біга-ти — біг, плака-ти — плач, русиньск-ый — русин-изм, роби-ти — роб-от-а, плава-ти «плавать» — плав-ба «плавание», высок-ый — выс-от-а, низк-ый — ниж-ин-а, студент — студ-енк-а. В процессе словообразования или словоизменения морфонологические явления могут сопровождать друг друга, например, усечение глагольных основ, сопровождаемое альтернацией гласных ø ~ е, ø ~ о: бра-ти — бер-у, зва-ти — зов-у.

### Чередование
На стыке морфем в пряшевско-русинской норме широко представлены морфонологические чередования (алтернація) фонем. К вокалическим чередованиям относят следующие альтернации:
- /е/ ~ /о/ (нести — носити, везти — возити);
- /о/ ~ /а/ (стояти — стати, скочіти — скакати);
- /о/ ~ /ø/ (сон — сна, грунок — грунка);
- /е/ ~ /ø/ (день — дня, беру — брав);
- /о/ ~ /ы/ ~ /у/ ~ /ø/ (схне/сохне — засыхать — сухый — высхне/высохне);
- /ы/ ~ /ø/ (называти — назвати, попыхати — попхати);
- /о/ ~ /і/, при котором о в открытом слоге чередуется с і в закрытом слоге[~ 4][~ 5] (рока — рік, носа — ніс, робота — робітник, носа — ніс, бою ся — бій ся, братового — братів)[~ 6];
- /е/ ~ /і/[~ 7] (до осени — осїнь, семый — сім, нести — нїс) и т. д.

Гласные /о/ и /е/ не чередуются с /i/ в закрытых слогах в словах иноязычного происхождения (атом, готел, модел); в словах с сочетанием -ор-, -ер- между согласными (торговати, вовк, верьх, першый); в словах с полногласными сочетаниями -оро-, -оло-, -ере-, -еле- (мороз, голос, берег, шелест, исключая случаи типа поріг — порога, стеріг — стеречі), в том числе в формах родительного падежа в отличие от украинского (борода — бород при укр. борід, береза — берез при укр. беріз); в формах имён существительных женского рода родительного падежа множественного числа с гласнойо (вода — вод, підкова — підков); в формах имён существительных среднего рода родительного падежа множественного числа с гласной е (село — сел, веретено — веретен); в словах с гласной е в суффиксе -тель (учітель); в словах с о, е < ъ, ь (сон, вітор, пес, день); в словах, заканчивающихся на -вод, -ход, -воз, -нос, -об, -ор (водовод, переход, завоз, перенос, хвороба — од хвороб, выбор при украинском перехід, выбір и т. п.); в словах научного и публицистического стиля (народ, словник); в именах существительных женского рода на -ость (радость при украинском радість); в окончаниях глагольных форм 2-го лица настоящего времени на -еш (пишеш) и в основах глагольных форм повелительного наклонения (выносити — вынось); в именах собственных (Федор — Федора, Прокоп — Прокопа при украинском Федір, Прокіп); в словах, в которых о и е находятся в позиции после шипящих ж, ч, ш, щ, дж и после й (жовтый, женити, пчола, честь, шестый, боёвый [боjовыj]); в словах с суффиксами -очок, -енко, -езный, -енькый (молоточок, полотенко, велічезный, маленькый); в словах с гласной е, сохранившейся со времён древнерусского языка (червеный, чекати, щедрый и т. д.).
К числу морфонологических чередований согласных фонем относят чередования коррелятивных пар по твёрдости — мягкости:
- /т/ ~ /т’/, /т’/ ~ /т/ (моло[т]ити — моло[т’]ба, завис[т’] — завис[т]ливый);
- /д/ ~ /д’/, /д’/ ~ /д/ (хо[д’а]ть — хо[д]ба);
- /л/ ~ /л’/ (стрї[л]ити — стрї[л’]ба, в том числе как результат процесса ассимиляции: па[л]ець — па[л’ц’]а);
- /н/ ~ /н’/, /н’/ ~ /н/ (де[н’] — де[н:]ый, в том числе как результат процесса ассимиляции: уче[н]ец — уче[н’ц’]а, и в некоторых случаях перед суффиксом -ьск: Руси[н] — руси[н’]скый) и т. д.

Чередования коррелятивных пар могут отмечаться в числе прочего в диминутивах: осе[л] — ос[л’]а; перед і < *ĕ: гра[д] — на гра[д’і], кі[л] — на ко[л’і], міс[т]о — в міс[т’і], со[н] — во с[н’і]; в формах дательного падежа: пер[л]а — пер[л’і], же[н]а — же[н’і]; в формах притяжательных прилагательных: когу[т] — когу[т’а]чій, пе[с] ~ пе[с’і]й; в формах относительных прилагательных: дрі[т] — дро[т’а]ный, гли[н]а — гли[н’а]ный; перед суффиксом глагола: вали[т]и — ва[л’а]ти, моло[т]и — ме[л’у], бі[л]ый — бі[л’і]ти, мі[н]ити — мі[н’а]ти.
К числу чередований некоррелятивных пар согласных в основном относят чередования перед словообразовательными и основообразующими морфемами:
- /с/ ~ /ш/ (вы[с]окый — вы[ш]ина, вы[с]окый — вы[ш]нїй, ско[с]ити — ско[ш]ати, пи[с]ати — пи[ш]у);
- /з/ ~ /ж/ (ни[з]кый — ни[ж]ина, ни[з]кый — ни[ж]нїй, зво[з]ити — зва[ж]ати);
- /ц’/ ~ /ч/ (зая[ц’] — зай[ч]ік/зая[ч]ік, вів[ц’а] — вів[ч]арь, хлопе[ц’] — хлоп[ч]ій, оте[ц’] — от[ч]е);
- /д/ ~ /дж/ (хо[д]ити — хо[дж]іня, охоло[д]ити — охоло[дж]ати, су[д]ити — су[дж]у);
- /ст/ ~ /щ/ [ш’ч’] (пу[ст]ити — пу[ш’ч’]ати, пого[ст]ити — пого[ш’ч’]у);
- /ґ/ ~ /дж/ (Оль[ґ]а «Ольга» — оль[дж]ин «ольгин» притяжательное прилагательное);
- /т/ ~ /ч/ (стра[т]ити — стра[ч]ати, моло[т]ити — моло[ч]у, выкру[т]ити — выкру[ч]у);
- /к/ ~ /ч/ (тї[к] — те[ч]і, ру[к]а — ру[ч]ка, моло[к]о — моло[ч]ник, слив[к]а — слив[ч]аный, ска[к]ати — ско[ч]іти);
- /г/ ~ /ч/ (лї[г] — ля[ч]і, помі[г] — помо[ч]і);
- /г/ ~ /ж/ (мі[г] — мо[ж]у, но[г]а — но[ж]ка, кру[г] — кру[ж]ок, дру[г] — дру[ж]ина, рі[г] — ро[ж]ный, бере[г] — бере[ж]истый, слу[г]а — слу[ж]ыти);
- /х/ ~ /ш/ (му[х]а — му[ш]ка, вала[х] — вала[ш]ка, у[х]о — у[ш]ко, смі[х] — смі[ш]ный, су[х]ый — су[ш]ыти);
- /ск/ ~ /щ/ [ш’ч’](пы[ск] — пы[ш’ч’]ок, пло[ск]ый — пло[ш’ч’]іця, пи[ск]ати — пи[щ]ати);
- /х/ ~ /с’/ (мона[х] — мона[с’]кый, Че[х] — че[с’]кый);
- /к/ ~ /ц’/ (учени[к] — учени[ц’]кый, чуда[к] — чуда[ц’]кый);
- /б/ ~ /бл’/ (заро[б]ити — зара[бл’а]ти, лю[б]ити — лю[бл’у]);
- /п/ ~ /пл’/ (с[п]ати — с[пл’а]ть, высту[п]ити — высту[пл’у]);
- /в/ ~ /вл’/ (отро[в]ити — отра[вл’а]ти, да[в]ити — да[вл’у]);
- /м/ ~ /мл’/ (кор[м]ити — кор[мл’а]ть, три[м]ати — три[мл’у]);
- /ф/ ~ /фл’/ (тра[ф]ити — тра[фл’а]ть, тра[ф]ити — тра[фл’у]);
- /т/ ~ /ц/ (пла[т]ити — пла[ц]а);
- /т/, /д/ ~ /ст/ (пле[т]у — пле[ст]и, пря[д]у — пря[ст]и);
- /г/ ~ /з/ (телі[г]а — на телі[з]і, Пра[г]а — в Пра[з]і);
- /к/ ~ /ц/ (рі[к] — в ро[ц]і, ру[к]а — на ру[ц]і);
- /х/ ~ /с/ (у[х]о — в у[с]і, му[х]а — на му[с]і) и т. д.

Также возможны чередования гласных с согласными, отмечаемые в ряде глагольных форм:
- /а/ ~ /н/ (ж[а]ти — ж[н]уть, [т’а]ти — т[н]уть);
- /а/ ~ /м/ (в[з’а]ти — воз[м]уть, на[j’а]ти — най[м]уть);
- /а/ ~ /оj/ (з[н’а]ти — зд[оj]муть);
- /ø/ ~ /д/ (їм [jім] — їдять [jіˈд’ат’]) и т. д.

## Изучение
Фонологическая система пряшевско-русинской литературной нормы описана в Грамматике русинского языка В. Ябура, А. Плишковой и К. Копоровой (переиздана в 2015 году), в комплексном обзоре русинского языка 2019 года тех же авторов, в учебнике «Сучасный русиньскый списовный язык» 2009 года В. Ябура и А. Плишковой, в учебнике «Фонетiка, фонолоґія і акцентолоґія русиньского языка» К. Копоровой 2015 года, а также в издании «Русиньскый язык» 2004 года под редакцией П. Р. Магочи (авторы — В. Ябур и А. Плишкова). Во многом эти описания опираются на исследования фонологических систем русинских (украинских — в терминологии автора) говоров Словакии В. П. Латты.
Изучения русинской акцентологии касались в своих исследованиях норвежский лингвист О. Брок, чехословацкие лингвисты галицкого (украинского) происхождения И. Г. Верхратский, Г. Ю. Геровский, И. А. Панкевич, словацкий лингвист русинского (украинского) происхождения В. П. Латта и другие. В частности, акцентная система словацко-русинских говоров описана в работе В. П. Латты «Система наголосу українських говірок Східної Словаччини» (1979—1981).